# スラローム 少女の凍てつく心
『スラローム 少女の凍てつく心』（スラローム しょうじょのいてつくこころ、Slalom）は2020年のフランス・ベルギーのドラマ映画。
監督はシャーリーン・ファヴィエ、出演はノエー・アビタとジェレミー・レニエなど。
一流スキークラブに所属することになった15歳の少女が元名スキーヤーである鬼コーチによって精神的にも肉体的にも追い詰められる姿を描いたスポーツスリラー。
2020年5月に開催される予定だった第73回カンヌ国際映画祭に出品されたが、新型コロナウイルスの影響によって映画祭の通常開催が見送られ、オフィシャルセレクション「カンヌレーベル」作品となった。その後、2020年8月末から9月にかけて開催されたアングレーム・フランス語圏映画祭で初上映された。日本では劇場未公開だが、2021年9月30日にWOWOWで放映された。

## ストーリー
15歳の少女リーズはスキーの才能を認められて一流のスキークラブに所属することになる。コーチのフレッドは元名スキーヤーで、そのあまりに厳しい指導に当初は反感を抱いていたリーズだったが、成績を上げていくと、フレッドから特別に目をかけられるようになり、周囲からの妬みを感じながらもフレッドを深く信頼するようになる。ところが、フレッドが自分を性的な対象として見ていることを知ったリーズは激しく戸惑う。それでもリーズはフレッドが求めるままに避妊具なしに肉体関係を結んでしまう（すぐ後で緊急避妊薬を自ら手に入れて対応）。これをきっかけにリーズはフレッドを独占したい気持ちを抑えられなくなるが、フレッドは「自分は恋人ではなく、コーチだ」とリーズを突き放し、リーズは深く傷つく。
思い悩みながらもリーズは欧州カップに出場し、周囲の期待の中で勝利を収める。そんなリーズに「これからも2人でやっていこう」と言うフレッドをリーズははっきりと拒絶する。

## キャスト
- リーズ・ロペス: ノエー・アビタ（フランス語版） - 15歳の女子スキー・スラローム選手。
- フレッド: ジェレミー・レニエ - 元一流スキーヤーの鬼コーチ。
- リルー: マリー・ドナルノー（フランス語版） - スキークラブのスタッフで授業担当。フレッドの同棲中の恋人。
- カトリーヌ: ミュリエル・コンボー（フランス語版） - リーズの母。シングルマザー。

## 作品の評価
アロシネによれば、フランスの29のメディアによる評価の平均点は5点満点中3.8点である。
Rotten Tomatoesによれば、批評家の一致した見解は「ノエー・アビタの卓越した主役の演技に導かれ、『スラローム 少女の凍てつく心』はメンターシップの名の下に行われる抑圧と虐待についての感動的な話を提示している。」であり、51件の評論の全てが高評価で、平均点は10点満点中7.4点となっている。
Metacriticによれば、13件の評論のうち、高評価は12件、賛否混在は1件、低評価はなく、平均点は100点満点中77点となっている。